# Opór wzniesienia
Opór wzniesienia – opór drogowy, który występuje, podczas gdy urządzenie wznosi się po płaszczyźnie do góry. Siłę ciężkości {\displaystyle G} można rozłożyć na składową normalną do powierzchni drogi {\displaystyle F_{z}} oraz składową równoległą do powierzchni drogi, która jest nazywana siłą oporu wzniesienia. Siła oporów wzniesienia wynosi {\displaystyle F_{w}=w\cdot G.}